# Plomb du Cantal
Le Plomb du Cantal est le point culminant des monts du Cantal. Ses 1 855 mètres d'altitude en font le deuxième plus haut sommet du Massif central après le puy de Sancy (1 885 m). Situé au centre du département français du Cantal, il constitue la ligne de crête entre les vallées de la Cère, de l'Alagnon et du Brezons, de part et d'autre des communes de Saint-Jacques-des-Blats et d'Albepierre-Bredons.

## Toponymie
La première référence littéraire à cette montagne apparaît sous la graphie Pont de Cantal dans un poème provençal du XIIIe siècle composé par Guilhem Anelier. Pom est attesté en 1268 dans le premier document administratif connu évoquant ce sommet : « … in montanis de Bana et de Monte Jovio, usque ad Pom de Cantal » (traduction : « dans les montagnes de Bane et de Monjou, jusqu'au Plomb du Cantal »).
Pont est une erreur de copiste pour Pom, mot en ancien occitan et ancien français signifiant « pommeau (d'épée) », qui s'applique à la forme arrondie du sommet,, il est tombé plus tard dans l'attraction de plombeu, plombèl « poire » mais également « pommeau (d'épée) », d'où Plomb en français. Localement, on l'appelle « le poing », en raison de ce sommet arrondi et de la ressemblance phonétique entre l'ancien Pom et le nom du poing en occitan ponh, poenh.
L'origine du mot cantal / chantal, courant en Auvergne, est plus incertaine. Selon Albert Dauzat, le suffixe prélatin allu de l'ancienne forme *Cantallu, indique une origine prélatine dont le radical pourrait être le mot gaulois cant- « brillant », évoquant l'apparence de l'ensemble des monts Cantal.
La montagne se nomme Torta del Chantal ou Pom del Chantal en occitan auvergnat.

## Géographie

### Topographie

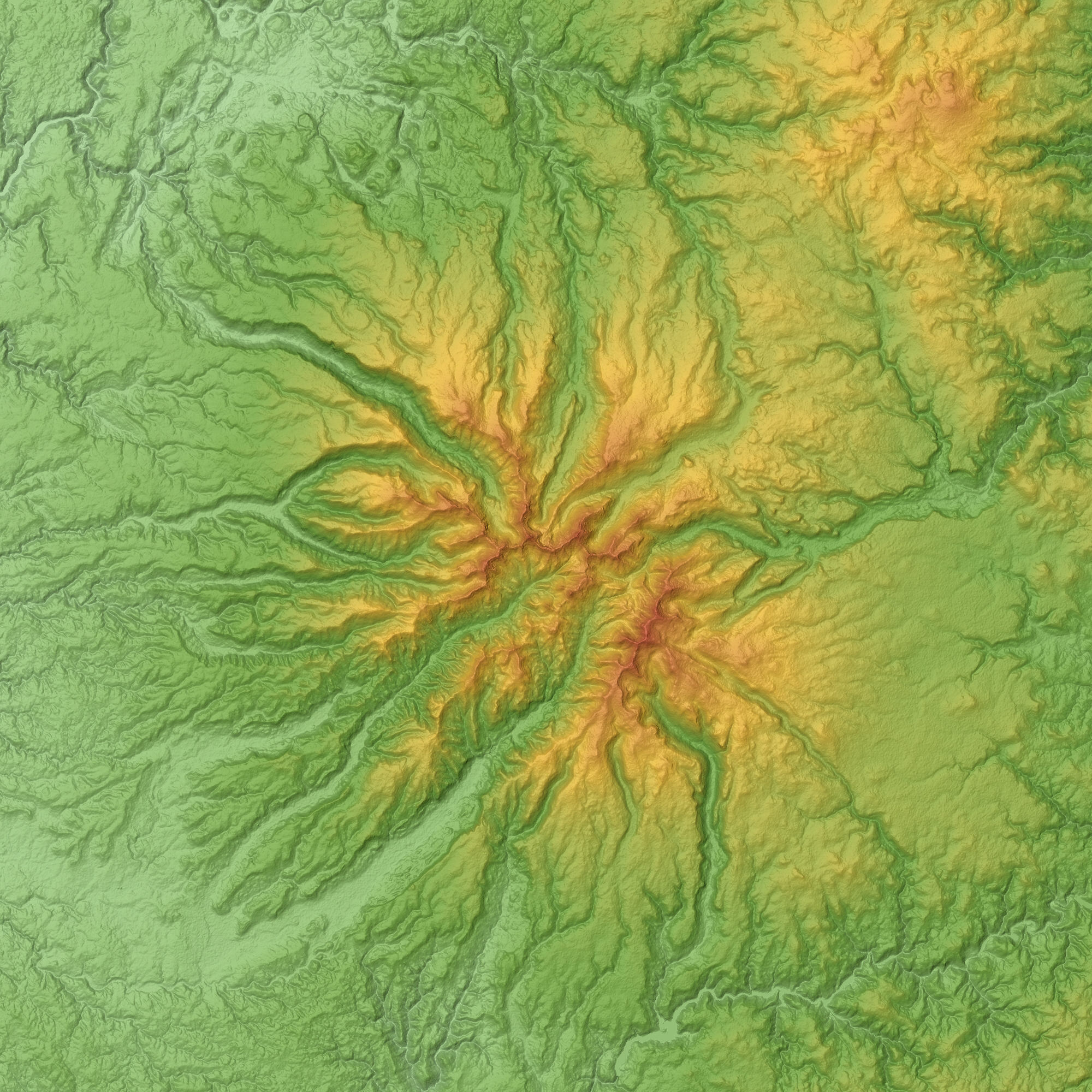
Image radar reconstituée des monts du Cantal, ancien stratovolcan d'un diamètre de 60 km, avec au centre le Plomb du Cantal.

S'élevant jusqu'à 1 855 mètres d'altitude, il est presque aussi élevé que le puy de Sancy (1 885 m), point culminant du Massif central, situé dans les monts Dore.
Administrativement, le sommet se trouve à la frontière entre les communes de Saint-Jacques-des-Blats à l'ouest et Albepierre-Bredons à l'est. Cent mètres au sud du sommet se trouve le point triple avec la commune de Brezons. C'est aussi un point triple de rencontre des bassins versants de trois grands fleuves français :
- côté Saint-Jacques-des-Blats, à l'ouest, c'est le bassin-versant de la Cère, qui se dirige vers la Dordogne ;
- côté Brezons, au sud, c'est le bassin-versant du Brezons, qui se dirige vers la Garonne ;
- côté Albepierre-Bredons, au nord-est, c'est le bassin versant de l'Alagnon, qui se dirige vers la Loire.

Au bénéfice de sa position centrale sur le territoire français et de sa situation dégagée, on y découvre, par temps clair, un magnifique panorama avec :
- au nord, le massif du Cézallier et les monts Dore avec, en arrière-plan, la chaîne des Puys et le puy de Dôme ;
- au nord-est, les monts du Forez ;
- à l'est, les monts de la Margeride et le massif du Pilat ;
- au sud-est, l'Aubrac, le mont Lozère et, en arrière-plan, le mont Aigoual, distant de plus de 100 km ;
- à l'ouest, au-delà de la vallée de la Cère, les autres sommets du massif : le puy Griou (1 690 m), le puy de Peyre-Arse (1 806 m), le puy Mary (1 783 m), le puy Violent (1 592 m), le puy Chavaroche (1 736 m) et au-delà, les monts du Limousin et les collines du Périgord ;

### Géologie

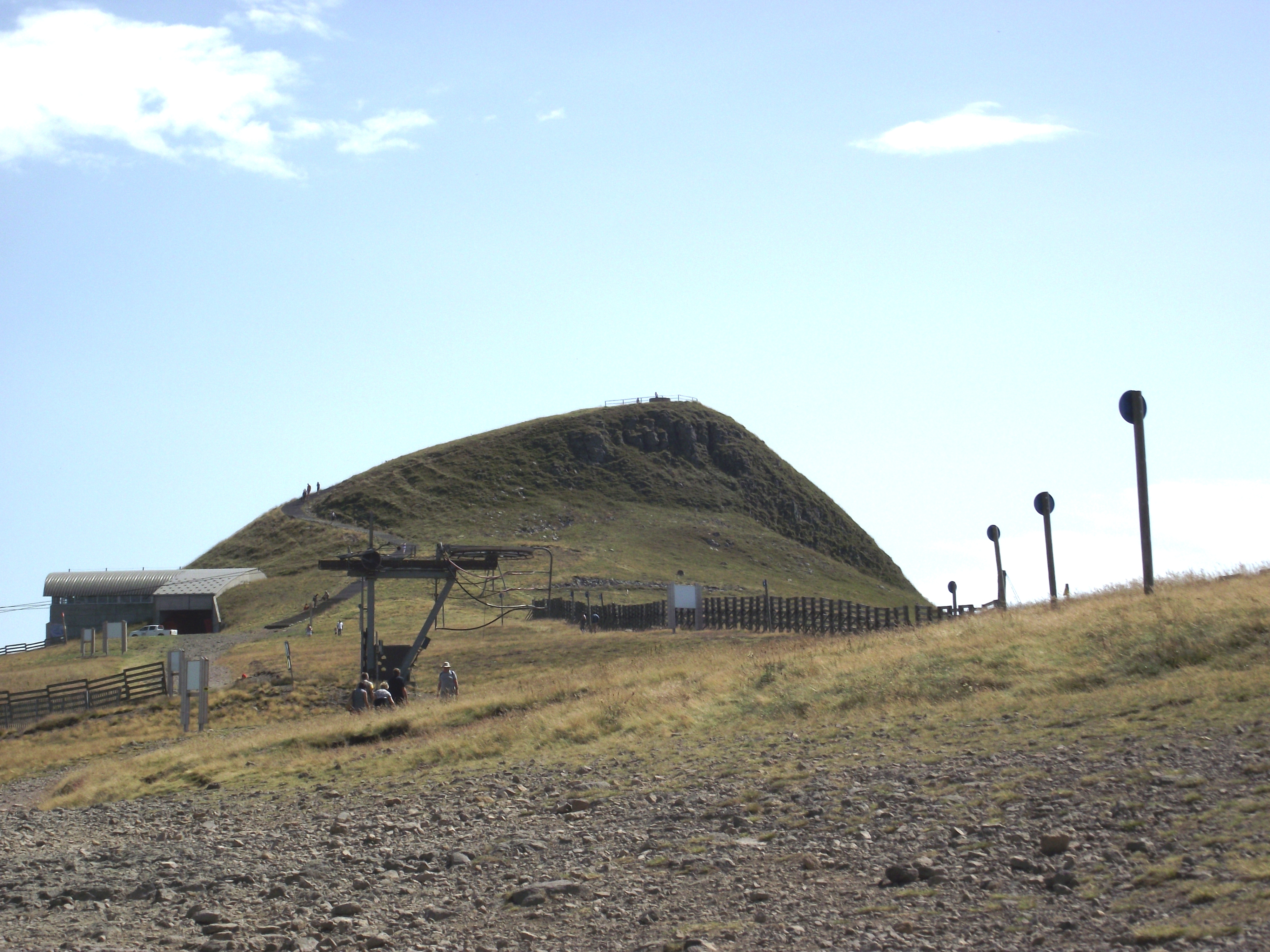
Le sommet du Plomb du Cantal vu de la gare supérieure du téléphérique. Culot de basanite surmontant des brèches et des coulées de trachyandésite.

Avec ses voisins le puy Griou, le puy de Peyre-Arse, le puy Mary ou encore le puy Violent, il fait partie intégrante du stratovolcan du Cantal, le plus grand d'Europe, avec 60 km de diamètre et dont la hauteur, il y a 4 Ma, dépassait les 3 000 mètres. Le Plomb du Cantal lui-même, formé d'un culot de basanite (roche proche du basalte) vestige d'un lac de lave basaltique solidifiée, est la partie la plus récente de ce vaste édifice : il s'est formé il y a 2,9 Ma. Celui-ci surmonte un amoncellement de plusieurs dizaines de coulées de trachyandésite et de brèches pyroclastiques (formées à la suite de nuées ardentes),. Au Quaternaire récent, le Plomb du Cantal subit l'érosion glaciaire sans trop de dégâts puisqu'il y a 2,9 Ma il n'excédait pas 1 900 mètres.

### Faune
Le réseau Natura 2000 distingue les monts et Plomb du Cantal comme zone d'intérêt faunistique ; ceux-ci sont répertoriés comme étape migratoire importante pour une soixantaine d'espèces d'oiseaux, parmi lesquelles de nombreux rapaces,.

### Flore
Le Plomb du Cantal abrite un bon nombre d'espèces alpines dont certaines sont très rares comme l'anémone printanière et un hybride de benoîte des ruisseaux et de benoîte des montagnes qu'on ne trouve que sur ce sommet. On pourra aussi y rencontrer, comme dans l'ensemble des monts du Cantal, la gentiane printanière, la lunetière d'Auvergne (variété propre au Cantal et au Mézenc), la bartsie des Alpes, l'anémone soufrée, etc.

## Activités
Sur le versant nord, s'étend la majeure partie des pistes de ski alpin de la station du Lioran dont les plus hautes partent de la station supérieure du téléphérique.
Sur le versant est du Plomb du Cantal se trouve la station de sports d'hiver et d'été de Prat de Bouc - Haute Planèze. On y pratique en hiver le ski de fond (classique et skating), le ski de randonnée nordique, le ski alpin, le snowkite, l'alpinisme, le ski de montagne, la raquette à neige, etc. En été, on peut pratiquer la randonnée pédestre, le VTT, l'escalade, le trail ou encore la randonnée équestre.

### Ascension
On peut atteindre le sommet de trois façons :
- en téléphérique pendant 10 minutes, depuis la station Super Lioran, suivies de 10 minutes supplémentaires de marche sur un sentier de 500 m dont les 250 derniers mètres en escalier très facile ;
- à pied depuis la station du Lioran en une heure et demie de marche ;
- à pied depuis la station de sports d'hiver et d'été de Prat de Bouc - Haute Planèze (1 392 m), sur le versant est, en deux heures de marche.

### Cyclisme
Le Plomb du Cantal peut être intégralement gravi en VTT à partir du col de Prat-de-Bouc situé à l'est et à environ 450 m en contrebas du sommet. Ce col a en outre été le théâtre de plusieurs étapes du Tour de France. Son ascension est également au menu de l'étape Sanfloraine de l'épreuve cyclosportive organisée chaque année à Saint-Flour.

### Pastoralisme
Sur ses pentes paissent des troupeaux de vaches de race salers, à la robe rouge et aux grandes cornes « en guidon de vélo » (autrefois on disait en forme de lyre), venant en estive des vallées du département du Cantal. Il y a aussi quelques troupeaux de race aubrac, plus petites, à la robe froment et au contour des yeux noir, dont les estives habituelles sont cependant sur le plateau de l'Aubrac, dans les départements de l'Aveyron, de la Lozère et dans le Sud du Cantal. On peut y voir également quelques troupeaux de brebis et de chèvres.
De vieux burons arborent encore leur toiture de lauzes.

## Littérature
Dans son roman Le Parfum, l'écrivain allemand Patrick Süskind situe un important passage dans une grotte du Plomb du Cantal. Le héros y séjourne pendant 7 ans.